# Noëlle Châtelet

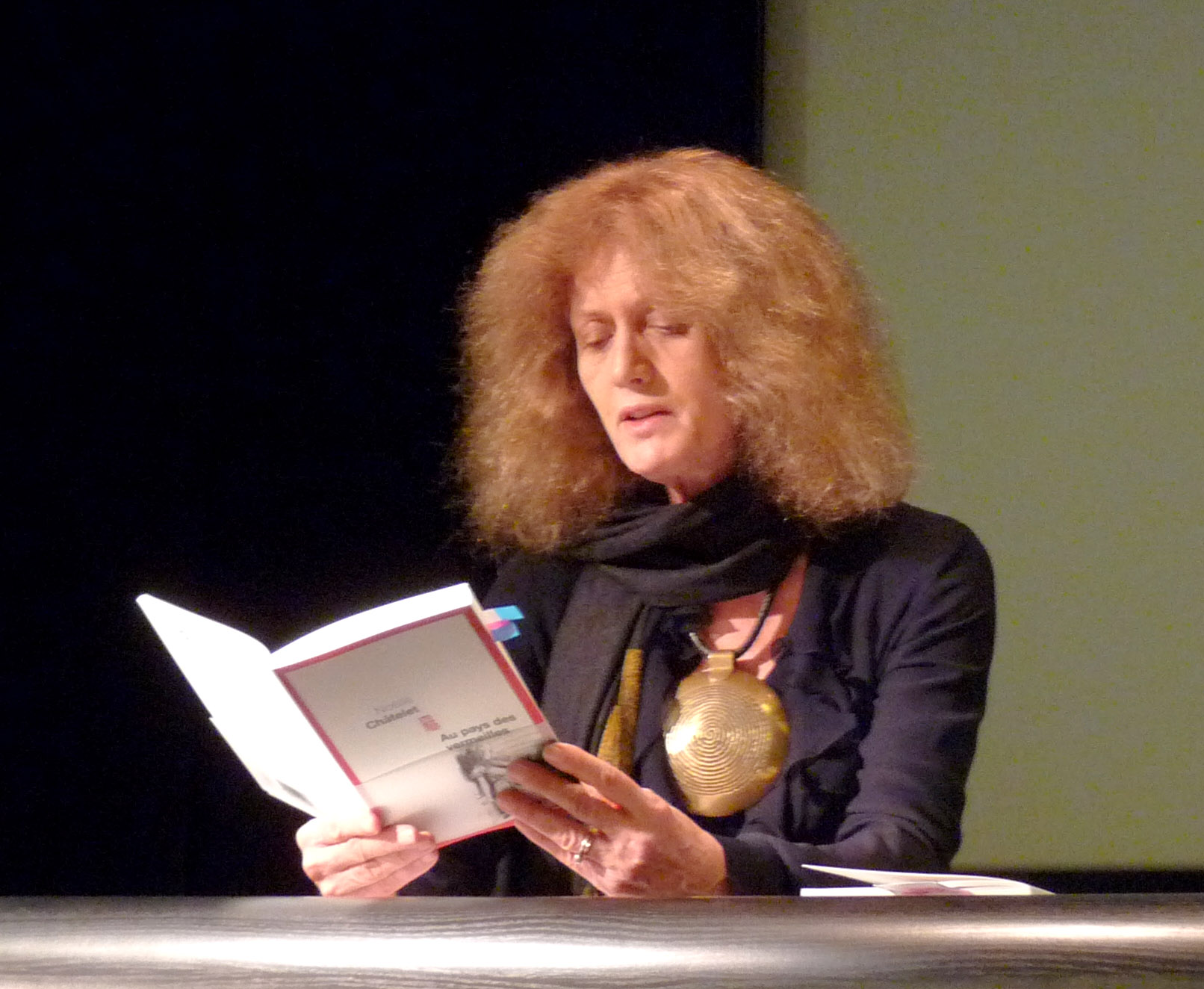
Noëlle Châtelet

Noëlle Châtelet (narozena jako Noëlle Jospin, * 16. října 1944 Meudon) je francouzská spisovatelka, herečka a vysokoškolská profesorka.

## Život
Noëlle Châtelet získala doktorát v oboru sociologie na Univerzitě Paříž VIII. V letech 1989–1991 byla ředitelkou Institut français de Florence. Od roku 2003 je viceprezidentkou Société des gens de lettres de France. Do roku 1987 působila také jako herečka. Jejím bratrem je politik Lionel Jospin, jejím manželem byl François Châtelet.

## Dílo

### Romány
- 1997 La femme coquelicot (Žena Vlčí mák)

#### Dramatizace v České republice
- Žena Vlčí mák
  - 2009 dramatitace v Českém rozhlasu, překlad: Jaromír Janeček, rozhlasová úprava a režie Lída Engelová, dramaturg Hynek Pekárek. Hrají: Blanka Bohdanová a Lída Engelová.[1]
  - 2010 Studio Saint Germain, překlad a režie Jaromír Janeček, hraje: Hana Maciuchová[2][3]

### Filmografie
- 2011 Pour Djamila (televizní film)
- 1988 Jours de vagues (krátký film) - Béatrice
- 1987 Le Moulin de Dodé (krátký film)
- 1985 La politique est un métier (televizní film) - Jeanine Lacoste
- 1985 L'homme de pouvoir (televizní film) - Marie-Louise
- 1984 Une rébellion à Romans - vypravěčka
- 1983 La vie de Berlioz (televizní miniseriál) - Marie Recio
- 1982 Cinéma 16 (televizní seriál) - Thérèse
- 1981 Une affaire d'hommes - socioložka
- 1980 La banquière - Camille Sowcroft
- 1979 Die Buddenbrooks (televizní miniseriál) - Gerda
- 1977 Baxter, Vera Baxter - Monique Combes
- 1977 Le diable dans la boîte
- 1974 Les autres - Valérie